# Anna Petrovna Šeremeteva
Contessa Anna Petrovna Šeremeteva, in russo Анна Петровна Шереметева? (29 dicembre 1744 – San Pietroburgo, 28 maggio 1768), è stata una nobildonna russa, damigella d'onore dell'imperatrice Elisabetta.

## Biografia
Era la primogenita di Pëtr Šeremetev, e di sua moglie, la principessa Varvara Čerkasskaja, unica figlia ed erede di Aleksej Čerkasskij. Nel 1760 divenne damigella d'onore dell'imperatrice Elisabetta.
A quell'epoca Anna si innamorò dell'educatore del granduca Paolo, lo scrittore Semën Porošin, provocando uno scandalo. L'imperatrice Caterina II sostenne che dovesse diventare la moglie di uno dei fratelli del suo preferito Orlov. Si fidanzò tuttavia con il conte Panin, capo ciambellano del granduca Paolo, e morì di vaiolo pochi giorni prima del matrimonio.